# Gerald Finley
Pour les articles homonymes, voir Finley.
Gerald Finley (né le 30 janvier 1960 à Montréal) est un baryton d'opéra canadien.

## Biographie
Gerald Finley a commencé à chanter comme choriste à Ottawa, Canada, et a fait ses études musicales en Grande-Bretagne au Royal College of Music, Chœur du King’s College, Cambridge, et au National Opera Studio (en) avec l'aide des Friends of Covent Garden, de la Worshipful Company of Musicians, de la Keith B. Poole Scholarship et du Countess of Munster Musical Trust. Il a remporté le concours John Christie de Glyndebourne. Il est professeur invité et membre du Royal College of Music[réf. souhaitée].

## Discographie sélective
- Mozart, Le nozze di Figaro (rôle du Comte), au Royal Opera House en 2006, mise en scène de David McVicar, avec Dorothea Röschmann (la Comtesse), Erwin Schrott (Figaro), Miah Persson (Suzanne), sous la direction d'Antonio Pappano. DVD et Blu-ray BBC / Opus Arte.
- Wagner, Die Meistersinger von Nürnberg (rôle de Hans Sachs), au Festival de Glyndebourne 2011, mise en scène de David McVicar, sous la direction de Vladimir Jurowski. DVD et Blu-ray BBC / Opus Arte 2012.